# Aiptasia leiodactyla
Aiptasia leiodactyla is een zeeanemonensoort uit de familie Aiptasiidae. De anemoon komt uit het geslacht Aiptasia. Aiptasia leiodactyla werd in 1910 voor het eerst wetenschappelijk beschreven door Pax. 